# Courage tegen Crehan
Courage tegen Crehan (voluit: Courage Ltd tegen Crehan en Inntrepreneur Pub Company tegen Crehan, zaak C-453/99) is een mijlpaalarrest van het Hof van Justitie van de Europese Unie, gewezen op 20 september 2001.
Het Hof stelde onder andere dat de artikelen 101 (restrictieve praktijken) en 102 (misbruik van machtspositie) VWEU rechtstreekse horizontale werking hebben.

## Feiten
Courage is een bierbrouwer. Crehan is een pubhouder en de erfpachtnemer van een van Courages pubs. In de pachtovereenkomst werd bepaald dat Crehan slechts bier mag afnemen bij Courage. 
Op een bepaald moment betaalt Crehan de bierleveringen niet meer en wordt gedagvaard door Courage voor contractbreuk. Crehan verweert zich door te stellen dat de pachtovereenkomst een restrictieve overeenkomst is, bijgevolg strijdig met huidig artikel 101 VWEU en dus absoluut nietig. Crehan stelt zelfs een tegenvordering in waarin hij een schadevergoeding eist omdat zelfstandige pubhouders lagere prijzen moesten betalen voor het afgenomen bier.

## Prejudiciële vraagstelling
De verwijzende rechter stelt vier vragen:
1. kan een partij zich beroepen op artikel 101 VWEU om aanspraak te maken op bescherming in een overeenkomst?
2. zo ja, kan die partij dan een schadevergoeding eisen wegens schending van artikel 101 VWEU?
3. is een nationale regel verenigbaar met het Unierecht als die stelt dat een partij zich niet kan beroepen op haar eigen onrechtmatig handelen om schade te vorderen?
4. zo ja, welke omstandigheden moeten daarbij in aanmerking worden genomen?

## Antwoord Hof van Justitie
Het Hof antwoordt op de eerste vraag dat elke particulier zich kan beroepen op een schending van artikel 101 VWEU. Artikel 101 VWEU heeft met andere woorden rechtstreekse horizontale werking.
Op de tweede vraag antwoordt het Hof dat aan het nuttig effect van artikel 101 VWEU afbreuk zou worden gedaan indien in zo'n geval geen schadevergoeding zou kunnen worden gevorderd.
De nationale rechter moet nagaan welke partij zich in een duidelijk zwakkere economische positie bevond. Enkel deze partij kan schade vorderen.